# 280 Dywizja Piechoty ’40 (III Rzesza)
280 Dywizja Piechoty (niem. 280. Infanterie-Division) – niemiecka dywizja z czasów II wojny światowej, sformowana w Gdańsku na mocy rozkazu z 22 maja 1940, w 10. fali mobilizacyjnej w XX Okręgu Wojskowym.

## Struktura organizacyjna
- Struktura organizacyjna w maju 1940 roku:

556., 557. i 558. pułk piechoty, oddział artylerii, 280. kompania pionierów, 280. kompania przeciwpancerna, 280. kompania łączności; 

## Szlak bojowy
Dywizja przez cały okres swojego istnienia przebywała w macierzystym okręgu wojskowym. Z chwilą podpisania kapitulacji przez Francję, jednostkę rozwiązano na mocy rozkazu z 19 lipca 1940 roku.